# Carl Julius Flensborg
Carl Julius Flensborg (2. juli 1804 i København – 23. juli 1852 sammesteds) var en dansk officer, som fra 18. oktober 1851 til januar 1852 var dansk krigsminister.
Han startede sin karriere i militæret hvor han i 1822 blev sekondløjtnant i artilleriet og premierløjtnant 1832; 1830—34 gennemgik han højskolen, blev derefter adjoint i generalkvarter-mesterstaben og 1839 kaptajn og divisionskvartermester.
1843 kom Flensborg til Bureauet for Armeens Kommandosager, og ved krigsministeriets oprettelse 1848 blev han chef for dets 1. afdeling, i hvilken stilling han blev A.F. Tscherning »en dygtig og villig hjælper«, så at han samme år udnævntes til oberstløjtnant.
Efter i 1849 at være blevet ansat som stabschef hos general Bülow, der kommanderede flankekorpset, fulgte han denne ved sammes udnævnelse til overgeneral i april og vedblev at være hærens stabschef efter oberstløjtnant Læssøe lige til krigens slutning.
Han var under alle forhold sin ansvarsfulde post voksen, hvad han også viste ved Slaget ved Fredericia og Slaget ved Isted. Efter den førstnævnte sejr blev han oberst, efter den sidste på krigsministerens særlige indstilling generalmajor.
1851 ansattes han som stabschef ved generalkommandoen i Slesvig og udnævntes samme år 18. oktober til krigsminister, men ved systemforandringen januar 1852 fratrådte han denne stilling og blev chef for generalstaben.